# علی‌اکبر قوام‌الملک شیرازی
علی‌اکبر قوام‌الملک شیرازی (زاده ۱۲۰۳ قمری، درگذشته ۱۲۸۲ قمری) فرزند حاج ابراهیم کلانتر و دولت‌مرد دوره قاجار بود.

## زندگی

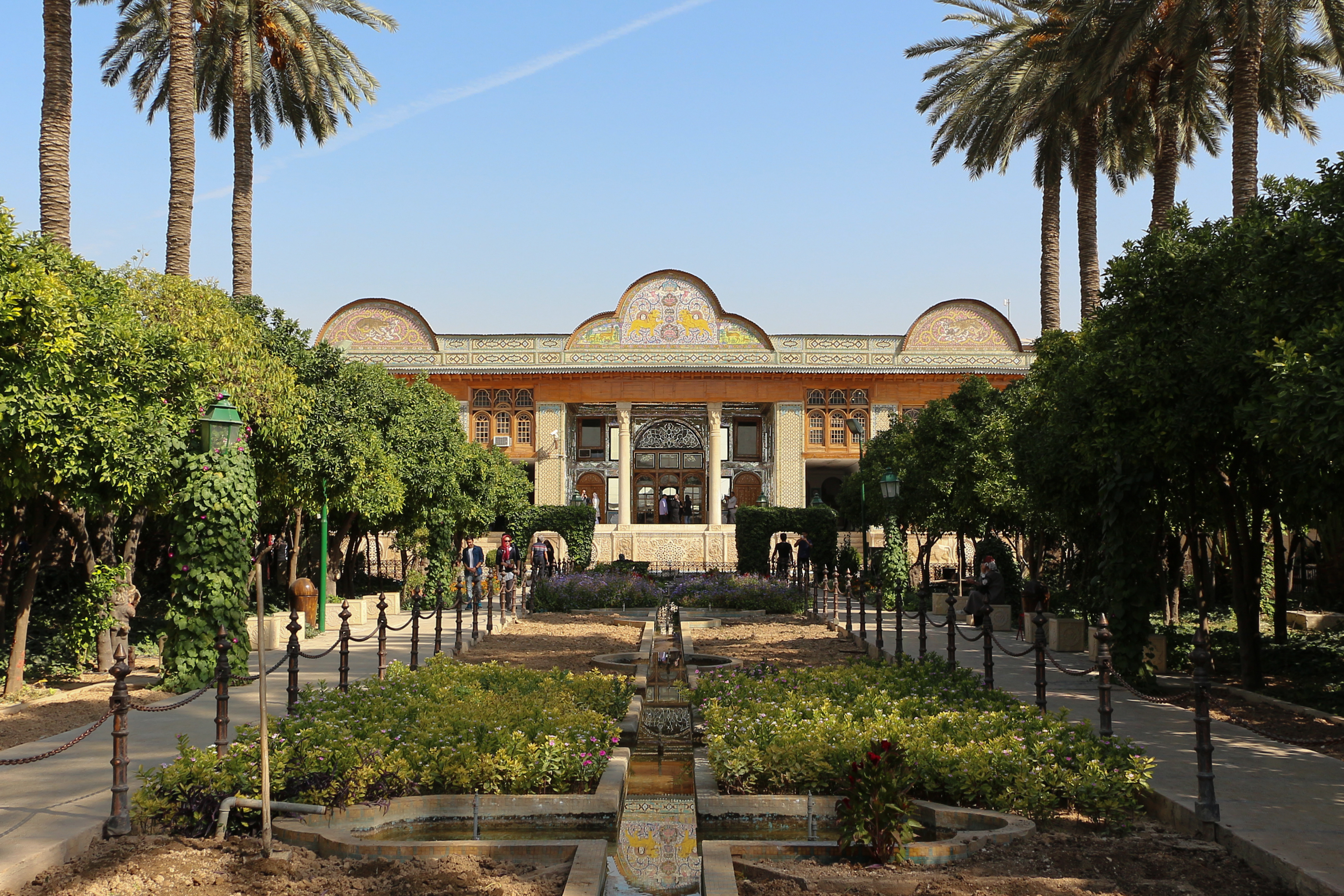
خانه قوام، شیراز

حاج ابراهیم کلانتر در سال ۱۲۱۵ قمری کلانتر از صدارت برکنار شد و فتحعلی‌شاه دستور داد او و پسرانش کشته شوند. علی‌اکبر و دو تن از برادرانش حاج علی‌رضا و فتح‌الله سه تن از پسران کلانتر بودند که به دلیل سن کم مورد عفو قرار گرفتند و جان به در بردند.
او پس از کشته شدن پدرش یازده سال در اصفهان بود و در سال ۱۲۲۶ قمری به منصب کلانتری شیراز دست یافت. در سال ۱۲۴۵ قمری در جریان سفر فتحعلی شاه به شیراز از سوی شاه به قوام‌الملک ملقب شد. پس از درگذشت فتحعلی‌شاه که حسین‌علی‌میرزا فرمانفرما در استان فارس خود را شاه خواند، قوام‌الملک با او همراهی نکرد و همین باعث محبوبیت بیشتر او نزد محمد شاه قاجار شد به گونه‌ای که تا دوران ناصرالدین‌شاه و حکومت مرادمیرزا حسام‌السلطنه قدرت و نفوذ قوام‌الملک در حال افزایش بود.
در سال ۱۲۷۵ قمری شورشی در شیراز ایجاد شد که بانی آن را قوام‌الملک می‌دانند. در پی این شورش قوام‌الملک در باغ نو زندانی شد و محکوم به پرداخت ده هزار تومان شد. وی سپس روانه تهران شد و برای همیشه از فارس خارج گشت. حاجی علی‌اکبر خان قوام‌الملک تا سال ۱۲۷۹ قمری در تهران بود تا در این سال متولی آستان قدس شد و لقب جنابی گرفت. وی در سال ۱۲۸۲ قمری در مشهد درگذشت.

از آثار معروف قوام‌الملک در شیراز باغ نارنجستان است. او پدر فتحعلی‌خان صاحب‌دیوان، میرزا حسنعلی نصیرالملک و علی‌محمد خان قوام‌الملک (قوام‌الملک دوم) است. 

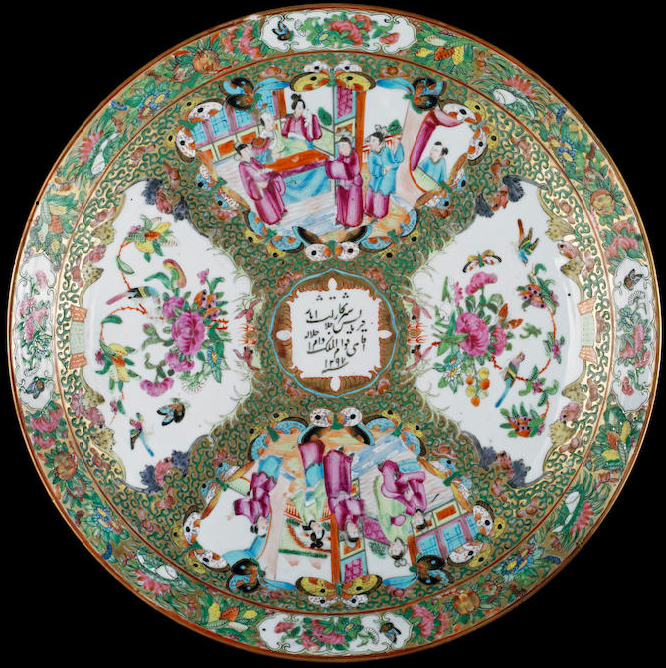
ظرف اهدایی قوام الملک به فتحعلی شاه